# زكوبن
زكوبن (بالبولندية:Zakopane) مدينة في جنوب بولندا مع تقريبا 28,000 من عدد السكان (2004), يوضع في ال لسّر بولندا فويفودشيب منذ 1999 (كان هو سابقا داخل نووي سكز فويفودشيب من 1975-1998. المدينة, مكان من غرل ثقافة وبشكل غير رسميّ يعرف بما أنّ الشتاء رأس مال بولندا, أوضاع في الجزء جنوبيّة من ال بودهل منطقة في الأقدام من ال تترا أجبال, أيّ يكون الوحيد ألبيّة جبل مدى في ال أجبال كربثين.

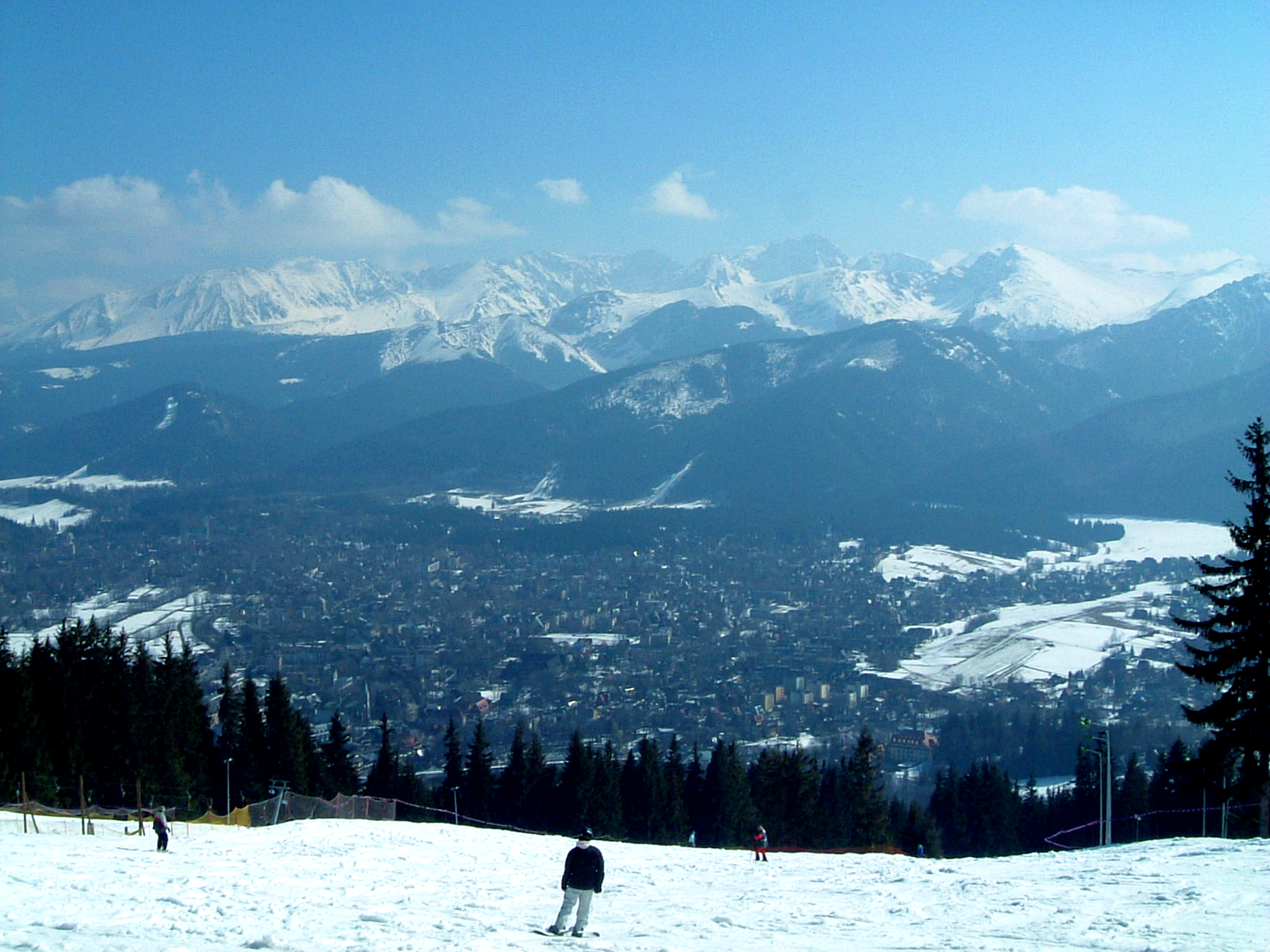
زكوبن - غبوكا تل زلاجة شوط

## موقعة ومحيطات
زكوبن تقع في جنوب بولندا بجوار الحدود مع سلوفكيا و تقع في وادي بين سفح جبل تاترا وتلال جابلوكا و يمكن الوصول لها بالحافله من عاصمة المنطقة كراكوف و التي تقع علي بعد حوالي ساعتين. هو المركز مهمّة بوليش أكثر من موونتينيرينغ وتزحلق على الثلجزرت, وب حوالي ثلاثة ملايين سائحات سنويّا. ال أكثر مهمّة تزحلق على الثلج ألبيّة موقعات كسبرووي ويرش, نوسل وغبوكا تل.

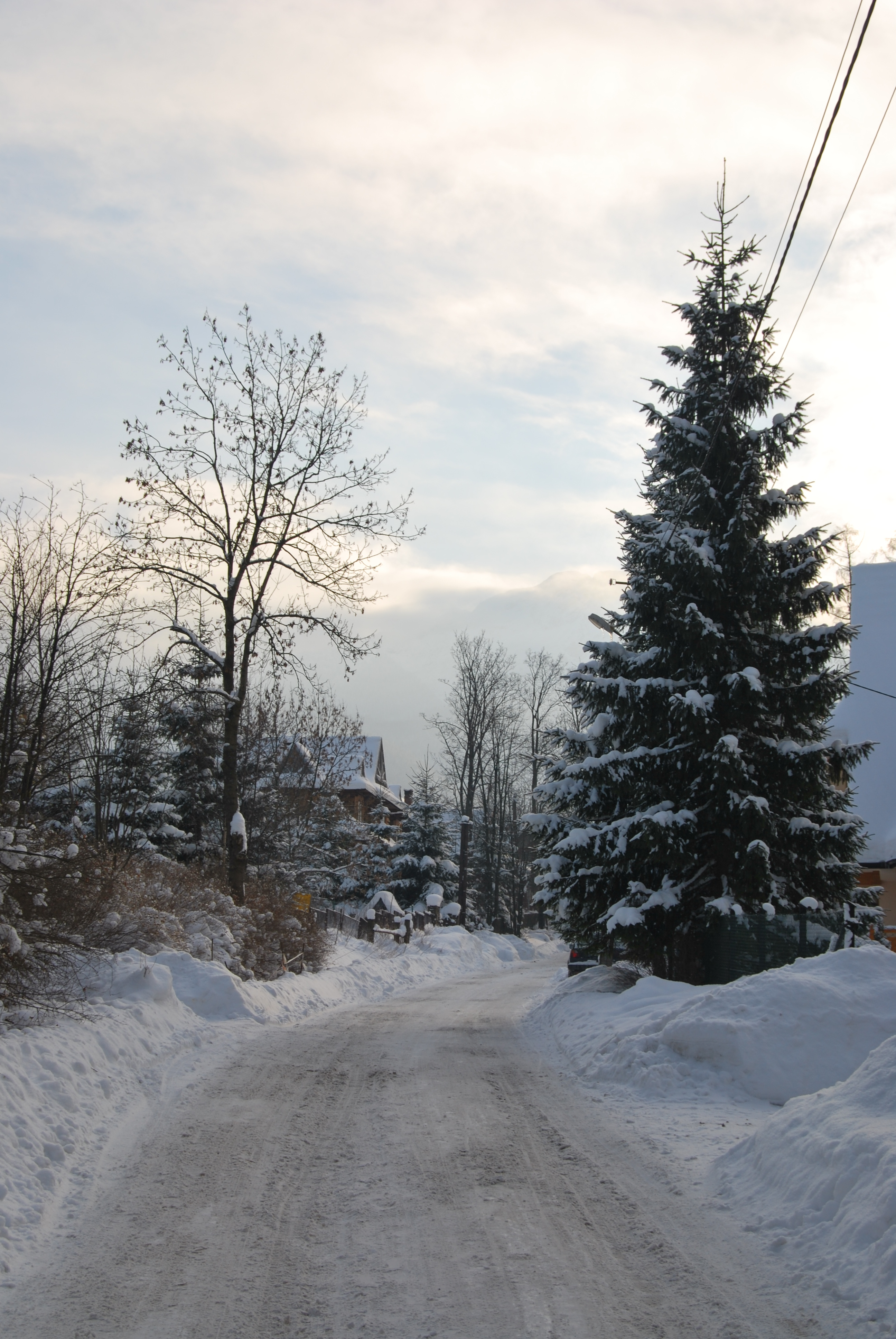
زكوبن 2010

زكوبن يتلقّى الارتفاع هيغست (800-1000 م) من أيّ مدينة في بولندا. النقطة مركزية من المدينة في الملتقى من كروبوكي وكوسوسزكي شوارع.

## تاريخ
يؤرّخ الوثائق مبكّرة يذكر زكوبن إلى ال 17ث قرن, يصف ا فرصة يعيّن زكوبيسكو. في 1676 كان هو قرية من 43 ساكنات. مع قسم من تترا أجبال, بعت هو كان في 1824 إلى هومولا أسرة. ربطت تاريخه بعيد كان مع التطوير من ال تعدين وتعدين صناعات في المنطقة - في ال 19ث قرن كان هو المركز كبيرة لتعدين داخل غاليسيا وفيما بعد مع التقدم السياحة. تقدّم حالت نموّه للغاية على ال 19ث قرن, بما أنّ مور ند مور الناس كان جذبت بمناخه لطيف, وهو قريبا تقدّم من يكون قرية صغيرة, داخل مناخيّة صحة منتجع من 3000 ساكنات (1889).
بدأ ريل سرفيس إلى زكوبن في 1 أكتوبر - تشرين الأوّل 1899.
في مارس - آذار 1940 ممثلات من نكفد وجستب يلتقي لواحدة أسبوع في الدار تديوسز في زكوبن, ل ال تنسيق من التهدئة المقاومة في بولندا.

## رياضات
زكوبن استضاف ال فيس نورديك عالم زلاجة بطولات في 1929, 1939, و1962, الشتاء أونيفرسدس في 1956, 1993 و2001, ال بيثلون عالم بطولة, عدّة زلاجة ييقفز عالم فناجين, وعدّة نورديك يضمّ, نورديك وفنجان ألبيّة أوروبيّة. هو كان فاشلة مرشح مدينة ل ال 2006 شتاء لعبة أولمبيّة و2011 عالم زلاجة بطولات, وأثر في الدوران أن يستضيف هذا منافسة متأخّرة في 2013.

## رواق

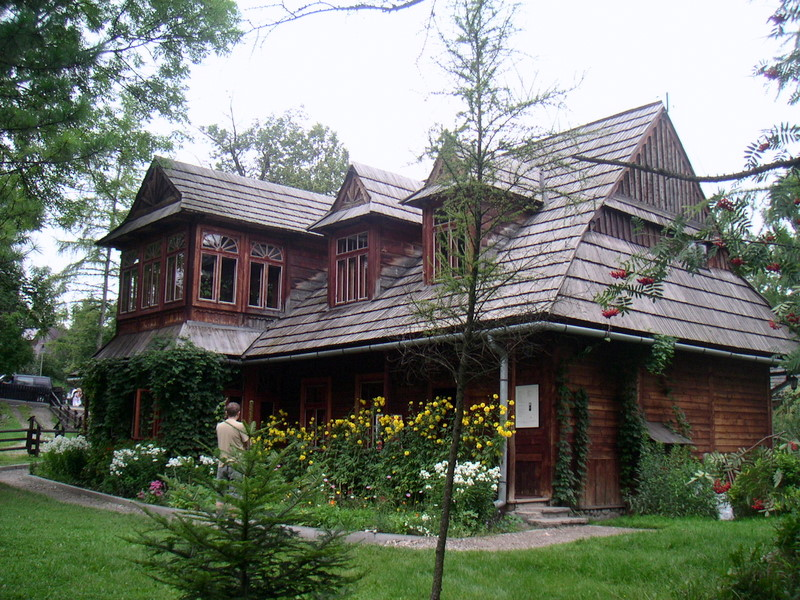
سزمنووسكي متحف دار أتما

## خطوات خارجيّة
- زكوبن
- زكوبن إيكت - سفر مرشدة نسخة محفوظة 27 سبتمبر 2007 على موقع واي باك مشين.
- جنرل ينفورمأيشن, يتوفّر في عمليّة صقل, اللغة الإنجليزية, ألمانيّة